# Motl Saktsier
Motl Saktsier, de asemenea Motl Sakțier (în idiș ‏מאָטל סאַקציִער‏‎‏; în rusă Мотл-Герш Сакциер, transliterat: Motl-Herș Saktsier; n. 11 ianuarie 1907, Leova, Imperiul Rus – d. 28 ianuarie 1987, Tel Aviv, Israel) a fost un evreu basarabean, poet și dramaturg român, sovietic și israelian.

## Biografie
S-a născut în târgul Leova din ținutul Bender, gubernia Basarabia (Imperiul Rus), tatăl său, Abraham era croitor. Și-a primit educația la Talmud Torah și la un gimnaziu din Chișinău. În anii 1920 a lucrat la București, unde și-a publicat pentru prima dată poeziile într-o revistă idiș în 1928, în același an a început să studieze la Seminarul profesorilor din Viena. Un an mai târziu s-a mutat la Paris și a lucrat acolo într-o fabrică. În 1931 s-a întors în România, unde a participat la activitatea unui cerc literar, care s-a cristalizat în jurul revistei literare Steuben („Ferestre”) editată de Iakov Steinberg, care i-a inclus și pe alți scriitori evrei basarabeni: Iakov Iakir, Herzl Rivkin, Ihil Șraibman, Herș-Leib Kajber, Zvi Zelman și alții. În anii 1934-1936 a fost secretar al revistei literare Voch („Săptămâna”) editat de Moyshe Altman.
În 1936 a fost publicată prima sa colecție de cântece.
În 1940 a părăsit România și s-a mutat în Basarabia, care tocmai fusese ocupată de Uniunea Sovietică. A fost unul dintre fondatorii Teatrului Idiș din Chișinău.
Odată cu izbucnirea celui de-Al Doilea Război Mondial, a fost evacuat în RSS Uzbekă, a fost mai târziu înrolat în Armata Roșie și a servit un an într-un batalion de construcții. După război a lucrat ca secretar literar al teatrului lui Sidi Tal și s-a mutat la Cernăuți, împreună cu teatrul.
În 1949 a fost arestat împreună cu un număr de scriitori evrei, sub acuzația de colaborare cu troțkiștii (așa-numitul caz Nr. 5390). A fost condamnat la 10 ani de muncă forțată în Gulag. A fost eliberat în 1955, ulterio, a lucrat ca regizor de teatru la Cernăuți și Chișinău, și-a continuat colaborarea cu teatrul lui Sidy Thal, pentru acest teatru a scris o piesă. Din 1961 și-a publicat poeziile în Sovetish heymland („Patria sovietică”), singura revistă idiș din Uniunea Sovietică.
În 1972 a primit permisiunea de a emigra și în același an a făcut acest lucru. În Israel, și-a publicat lucrările în ירושלימער אלמאנאך („Lanțul de Aur”), ירושלימער אלמאנאך („Almanahul Ierusalimului”), etc. De asemenea, a publicat o serie de cărți în anii 1970 și 1980.
A murit la Tel Aviv în 1987.  

## Cărți
- דערפֿאַר („Prin urmare”). București, 1936.
- מיט פֿאַרבאָטענעם בלײַער („Cu creion interzis”). Tel Aviv,, 1977.
- שײַטער בײַם װעג („Foc pe drum”). Tel Aviv, 1978.
- טױבן אױף אַנטענע („Porumbei pe antenă”). Tel Aviv,, 1982.
- אַ שפּור אױפֿן װעג („O pistă pe drum”). Tel Aviv,, 1986.
- Летящие тени („Umbre zburătoare”). Poezii ale poeților evrei din Basarabia traduse din idiș. Rudolf Olșevski. Chișinău, 2000.